# Elvira Drobinski-Weiß

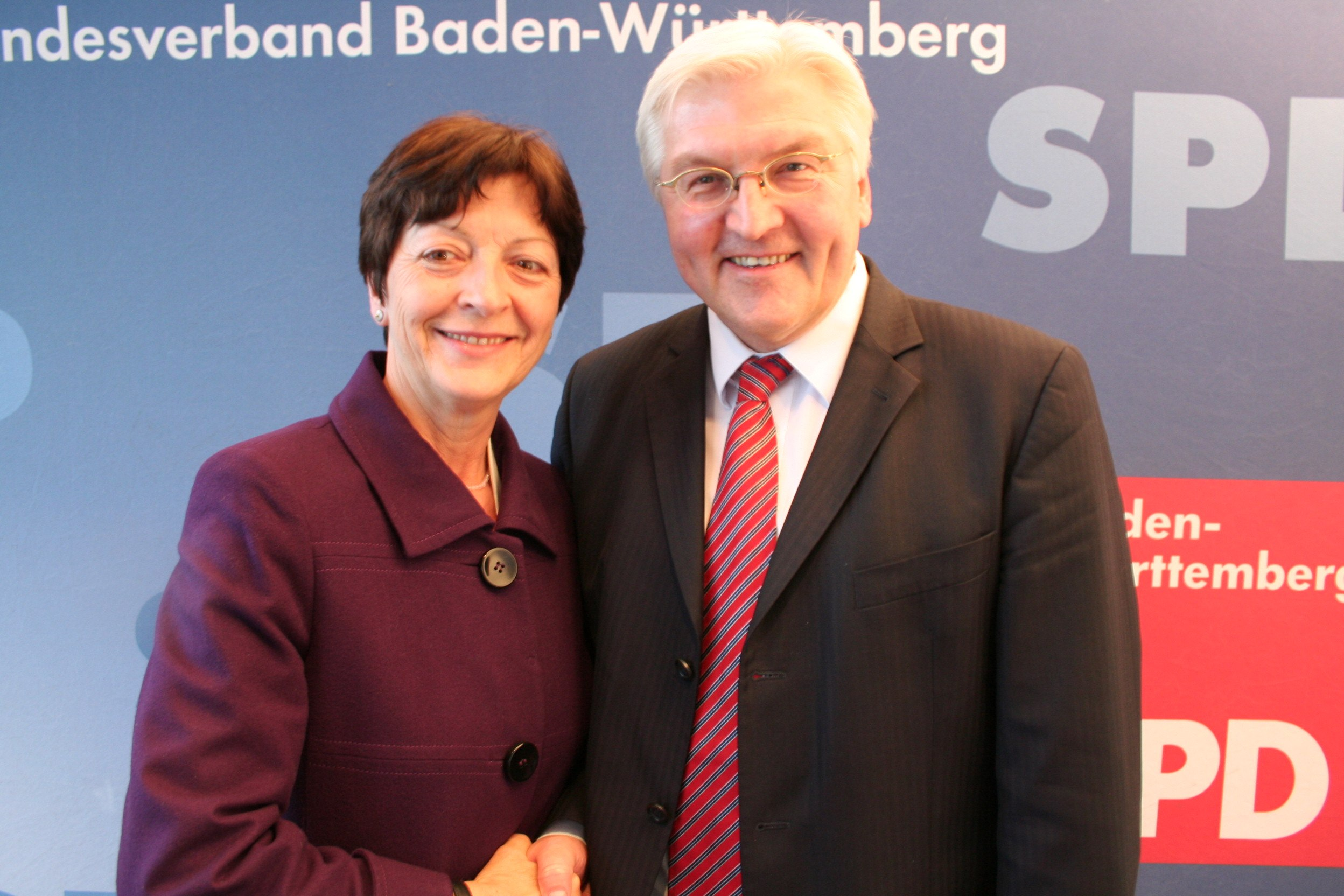
Elvira Drobinski-Weiß mit Frank-Walter Steinmeier, 2009

Elvira Drobinski-Weiß (* 26. Juni 1951 auf Norderney) ist eine deutsche Politikerin (SPD). Sie war von 2004 bis 2017 Mitglied des Deutschen Bundestages.

## Leben und Beruf
Nach dem Abitur an der Liebfrauenschule in Oldenburg absolvierte Elvira Drobinski-Weiß von 1971 bis 1977 ein Studium der Pädagogik an der Carl-von-Ossietzky-Universität Oldenburg, welches sie mit dem ersten und dem zweiten Staatsexamen für das Lehramt an Grund- und Hauptschulen sowie als Diplom-Pädagogin beendete. Sie war danach zunächst im Schuldienst des Landes Niedersachsen tätig und wechselte 1979 nach Baden-Württemberg, wo sie zuletzt Rektorin an der Grund- und Hauptschule mit Werkrealschule Kollnau in Waldkirch war.
Elvira Drobinski-Weiß ist verheiratet.

## Partei
Sie ist seit 1976 Mitglied der SPD und war von 2001 bis Juni 2007 Vorsitzende des SPD-Kreisverbandes Offenburg/Ortenau. Sie war ab 2005 stellvertretende Landesvorsitzende der SPD Baden-Württemberg und leitete den Umweltbeirat der Landespartei.

## Abgeordnete
Am 18. Mai 2004 rückte sie für den verstorbenen Abgeordneten Matthias Weisheit in den Bundestag nach. Seit November 2005 war sie stellvertretende Sprecherin der Arbeitsgruppe Ernährung, Landwirtschaft und Verbraucherschutz der SPD-Bundestagsfraktion. Sie war Ordentliches Mitglied im Ausschuss für Ernährung und Landwirtschaft.
Elvira Drobinski-Weiß ist stets über die Landesliste Baden-Württemberg in den Bundestag eingezogen. Zur Bundestagswahl 2005 belegte sie Platz 19, zur Bundestagswahl 2009 Platz 12 und zur Bundestagswahl 2013 Platz 8 der SPD-Landesliste Baden-Württemberg. Bei der Bundestagswahl 2017 verpasste sie den erneuten Einzug in den Bundestag.

## Mitgliedschaften
Drobinski-Weiß ist Mitglied der Europa-Union Parlamentariergruppe Deutscher Bundestag. Sie ist Vorstandsvorsitzende der Telefonseelsorge Berlin, der als Verein im Jahr 1956 gegründeten ersten Telefonseelsorge in Deutschland.

## Ehrungen
Elvira Drobinski-Weiß ist Trägerin des italienischen Ordens Ordine della Stella della Solidarietà Italiana.